# Rasm al-Hammam Miri
Rasm al-Hammam Miri – wieś w Syrii, w muhafazie Aleppo. W 2004 roku liczyła 666 mieszkańców.